# Perasia iniqua
Perasia iniqua är en fjärilsart som beskrevs av Achille Guenée 1852. Perasia iniqua ingår i släktet Perasia och familjen nattflyn. Inga underarter finns listade i Catalogue of Life.